# Weeds – Kleine Deals unter Nachbarn/Episodenliste

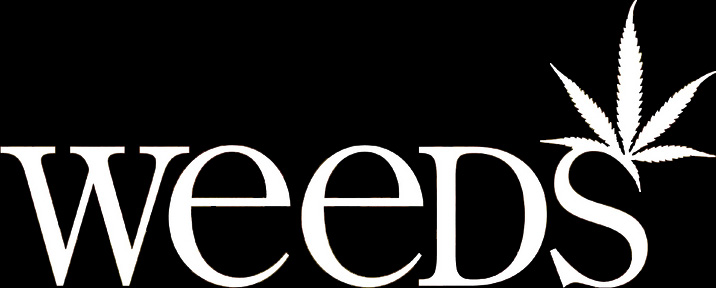
Logo zur Serie

Diese Episodenliste enthält alle Episoden der US-amerikanischen Dramedy-Fernsehserie Weeds – Kleine Deals unter Nachbarn, sortiert nach der US-amerikanischen Erstausstrahlung. Zwischen 2005 und 2012 entstanden in acht Staffeln 102 Episoden mit einer Länge von jeweils etwa 25 Minuten.

## Übersicht
| Staffel | Episodenanzahl | Erstausstrahlung USA | Erstausstrahlung USA | Deutschsprachige Erstausstrahlung | Deutschsprachige Erstausstrahlung |
| Staffel | Episodenanzahl | Staffelpremiere      | Staffelfinale        | Staffelpremiere                   | Staffelfinale                     |
| ------- | -------------- | -------------------- | -------------------- | --------------------------------- | --------------------------------- |
| 1       | 10             | 7. August 2005       | 10. Oktober 2005     | 4. April 2007                     | 6. Juni 2007                      |
| 2       | 12             | 14. August 2006      | 30. Oktober 2006     | 13. Juni 2007                     | 22. August 2007                   |
| 3       | 15             | 13. August 2007      | 19. November 2007    | 2. Juli 2010                      | 15. Oktober 2010                  |
| 4       | 13             | 16. Juni 2008        | 15. September 2008   | 17. März 2014                     | 17. März 2014                     |
| 5       | 13             | 8. Juni 2009         | 31. August 2009      | 1. Mai 2014                       | 1. Mai 2014                       |
| 6       | 13             | 16. August 2010      | 15. November 2010    | 1. Juli 2014                      | 1. Juli 2014                      |
| 7       | 13             | 27. Juni 2011        | 26. September 2011   | 1. September 2014                 | 1. September 2014                 |
| 8       | 13             | 1. Juli 2012         | 16. September 2012   | 1. Oktober 2014                   | 1. Oktober 2014                   |

## Staffel 1
Die Erstausstrahlung der ersten Staffel wurde vom 7. August bis zum 10. Oktober 2005 auf dem amerikanischen Sender Showtime gesendet. Die deutschsprachige Erstausstrahlung wurde vom 4. April bis zum 6. Juni 2007 auf dem deutschen Sender ProSieben gesendet.
| Nr. (ges.) | Nr. (St.) | Deutscher Titel       | Originaltitel           | Erstausstrahlung USA | Deutschsprachige Erstausstrahlung (D) |
| ---------- | --------- | --------------------- | ----------------------- | -------------------- | ------------------------------------- |
| 1          | 1         | Bärenjagd             | You Can’t Miss the Bear | 7. Aug. 2005         | 4. Apr. 2007                          |
| 2          | 2         | Welche Ziege?         | Free Goat               | 15. Aug. 2005        | 11. Apr. 2007                         |
| 3          | 3         | Viele bunte Lollis    | Good Shit Lollipop      | 22. Aug. 2005        | 18. Apr. 2007                         |
| 4          | 4         | Was würde Jesus tun?  | Fashion of the Christ   | 29. Aug. 2005        | 25. Apr. 2007                         |
| 5          | 5         | Foxy Lady             | Lude Awakening          | 5. Sep. 2005         | 2. Mai 2007                           |
| 6          | 6         | Dschungelfieber       | Dead in the Nethers     | 12. Sep. 2005        | 9. Mai 2007                           |
| 7          | 7         | Alles für die Bildung | Higher Education        | 19. Sep. 2005        | 16. Mai 2007                          |
| 8          | 8         | Der Penny rollt       | The Punishment Light    | 26. Sep. 2005        | 23. Mai 2007                          |
| 9          | 9         | Der Feuerteufel       | The Punishment Lighter  | 3. Okt. 2005         | 30. Mai 2007                          |
| 10         | 10        | Die Patin             | The Godmother           | 10. Okt. 2005        | 6. Juni 2007                          |

## Staffel 2
Die Erstausstrahlung der zweiten Staffel wurde vom 14. August bis zum 30. Oktober 2006 auf dem amerikanischen Sender Showtime gesendet. Die deutschsprachige Erstausstrahlung wurde vom 13. Juni bis zum 22. August 2007 auf dem deutschen Sender ProSieben gesendet.
| Nr. (ges.) | Nr. (St.) | Deutscher Titel              | Originaltitel              | Erstausstrahlung USA | Deutschsprachige Erstausstrahlung (D) |
| ---------- | --------- | ---------------------------- | -------------------------- | -------------------- | ------------------------------------- |
| 11         | 1         | Schlangennest                | Corn Snake                 | 14. Aug. 2006        | 13. Juni 2007                         |
| 12         | 2         | Kochen mit Jesus             | Cooking with Jesus         | 21. Aug. 2006        | 20. Juni 2007                         |
| 13         | 3         | Der letzte Tango in Agrestic | Last Tango in Agrestic     | 28. Aug. 2006        | 27. Juni 2007                         |
| 14         | 4         | Alias Laplante               | A.K.A. The Plant           | 4. Sep. 2006         | 4. Juli 2007                          |
| 15         | 5         | Ein Geschenk für Mrs. Botwin | Mrs. Botwin’s Neighborhood | 11. Sep. 2006        | 11. Juli 2007                         |
| 16         | 6         | Nancys Männer                | Crush Girl Love Panic      | 18. Sep. 2006        | 18. Juli 2007                         |
| 17         | 7         | Bis in die Zehenspitzen      | Must Find Toes             | 25. Sep. 2006        | 25. Juli 2007                         |
| 18         | 8         | MILF                         | MILF Money                 | 2. Okt. 2006         | 1. Aug. 2007                          |
| 19         | 9         | Tiefschläge                  | Bash                       | 9. Okt. 2006         | 8. Aug. 2007                          |
| 20         | 10        | Eine tiefe Grube             | Mile Deep and a Foot Wide  | 16. Okt. 2006        | 15. Aug. 2007                         |
| 21         | 11        | Die rote Woche               | Yeah, Just Like Tomatoes   | 23. Okt. 2006        | 22. Aug. 2007                         |
| 22         | 12        | Pittsburgh                   | Pittsburgh                 | 30. Okt. 2006        | 22. Aug. 2007                         |

## Staffel 3
Die Erstausstrahlung der dritten Staffel wurde vom 13. August bis zum 11. November 2007 auf dem amerikanischen Sender Showtime gesendet. Die deutschsprachige Erstausstrahlung wurde vom 2. Juli bis 15. Oktober 2010 auf dem österreichischen Sender ORF 1 gesendet.
| Nr. (ges.) | Nr. (St.) | Deutscher Titel        | Originaltitel                | Erstausstrahlung USA | Deutschsprachige Erstausstrahlung (A) |
| ---------- | --------- | ---------------------- | ---------------------------- | -------------------- | ------------------------------------- |
| 23         | 1         | Treffer versenkt       | Doing the Backstroke         | 13. Aug. 2007        | 2. Juli 2010                          |
| 24         | 2         | Das Geld im Pool       | A Pool and His Money         | 20. Aug. 2007        | 9. Juli 2010                          |
| 25         | 3         | Der Fisch und die Kuh  | The Brick Dance              | 27. Aug. 2007        | 16. Juli 2010                         |
| 26         | 4         | Neue Nachbarn          | Shit Highway                 | 3. Sep. 2007         | 23. Juli 2010                         |
| 27         | 5         | Die Schatztruhe        | Bill Sussman                 | 10. Sep. 2007        | 30. Juli 2010                         |
| 28         | 6         | Grashüpfer             | Grasshopper                  | 17. Sep. 2007        | 6. Aug. 2010                          |
| 29         | 7         | Hola Nancy!            | He Taught Me How to Drive By | 24. Sep. 2007        | 13. Aug. 2010                         |
| 30         | 8         | Ruhe in Frieden        | The Two Mrs. Scottsons       | 1. Okt. 2007         | 20. Aug. 2010                         |
| 31         | 9         | Die neue Freundin      | Release the Hounds           | 8. Okt. 2007         | 27. Aug. 2010                         |
| 32         | 10        | Der Anruf              | Roy Till Called              | 15. Okt. 2007        | 3. Sep. 2010                          |
| 33         | 11        | Ein traumhafter Morgen | Cankles                      | 22. Okt. 2007        | 17. Sep. 2010                         |
| 34         | 12        | Schwere Zeiten         | The Dark Time                | 29. Okt. 2007        | 24. Sep. 2010                         |
| 35         | 13        | Biker Gras             | Risk                         | 5. Nov. 2007         | 1. Okt. 2010                          |
| 36         | 14        | Feuerschutz            | Protection                   | 12. Nov. 2007        | 8. Okt. 2010                          |
| 37         | 15        | Weg!                   | Go                           | 19. Nov. 2007        | 15. Okt. 2010                         |

## Staffel 4
Die Erstausstrahlung der vierten Staffel wurde vom 16. Juni bis zum 15. September 2008 auf dem amerikanischen Sender Showtime gesendet. Die deutschsprachige Erstausstrahlung wurde bisher noch nicht gesendet, ist aber seit dem 17. März 2014 bei dem Video-on-Demand-Anbieter Amazon Instant Video veröffentlicht wurden und kurz darauf auch bei Netflix verfügbar.
| Nr. (ges.) | Nr. (St.) | Deutscher Titel      | Originaltitel                                               | Erstausstrahlung USA | Deutschsprachige Erstausstrahlung (D) |
| ---------- | --------- | -------------------- | ----------------------------------------------------------- | -------------------- | ------------------------------------- |
| 38         | 1         | Alles neu            | Mother Thinks the Birds Are After Her                       | 16. Juni 2008        | 17. März 2014                         |
| 39         | 2         | Es lebe Mexiko!      | Lady’s a Charm                                              | 23. Juni 2008        | 17. März 2014                         |
| 40         | 3         | Das Leben ist Bla    | The Whole Blah Damn Thing                                   | 30. Juni 2008        | 17. März 2014                         |
| 41         | 4         | Ab in die Wüste      | The Three Coolers                                           | 7. Juli 2008         | 17. März 2014                         |
| 42         | 5         | Alles im Fluss       | No Man Is Pudding                                           | 14. Juli 2008        | 17. März 2014                         |
| 43         | 6         | Schatzsuche          | Excellent Treasures                                         | 21. Juli 2008        | 17. März 2014                         |
| 44         | 7         | Badezeit             | Yes I Can                                                   | 28. Juli 2008        | 17. März 2014                         |
| 45         | 8         | Der weiße Löwe       | I Am the Table                                              | 4. Aug. 2008         | 17. März 2014                         |
| 46         | 9         | El Andy              | Little Boats                                                | 11. Aug. 2008        | 17. März 2014                         |
| 47         | 10        | Kalter Entzug        | The Love Circle Overlap                                     | 18. Aug. 2008        | 17. März 2014                         |
| 48         | 11        | Kopfkäse             | Head Cheese                                                 | 25. Aug. 2008        | 17. März 2014                         |
| 49         | 12        | Bis zum nächsten Mal | Till We Meet Again                                          | 8. Sep. 2008         | 17. März 2014                         |
| 50         | 13        | Wir arbeiten dran    | If You Work for a Living, Why Do You Kill Yourself Working? | 15. Sep. 2008        | 17. März 2014                         |

## Staffel 5
Die Erstausstrahlung der fünften Staffel wurde vom 8. Juni bis zum 31. August 2009 auf dem amerikanischen Sender Showtime gesendet. Die deutschsprachige Erstausstrahlung wurde bisher noch nicht gesendet, ist aber seit dem 1. Mai 2014 bei dem Video-on-Demand-Anbieter Amazon Instant Video veröffentlicht wurden und kurz darauf auch bei Netflix verfügbar. 
| Nr. (ges.) | Nr. (St.) | Deutscher Titel                | Originaltitel           | Erstausstrahlung USA | Deutschsprachige Erstausstrahlung (D) |
| ---------- | --------- | ------------------------------ | ----------------------- | -------------------- | ------------------------------------- |
| 51         | 1         | Wonderful Wonderful fka FRO-YO | Wonderful Wonderful     | 8. Juni 2009         | 1. Mai 2014                           |
| 52         | 2         | Macheten Up Top                | Machetes Up Top         | 15. Juni 2009        | 1. Mai 2014                           |
| 53         | 3         | Su-Su-Dirty                    | Su-Su-Sucio             | 22. Juni 2009        | 1. Mai 2014                           |
| 54         | 4         | Super Lucky Glückliche         | Super Lucky Happy       | 29. Juni 2009        | 1. Mai 2014                           |
| 55         | 5         | Van Nuys                       | Van Nuys                | 6. Juli 2009         | 1. Mai 2014                           |
| 56         | 6         | Ein bescheidener Vorschlag     | A Modest Proposal       | 13. Juli 2009        | 1. Mai 2014                           |
| 57         | 7         | Wo der Bürgersteig endet       | Where the Sidewalk Ends | 20. Juli 2009        | 1. Mai 2014                           |
| 58         | 8         | A Distinctive Horn             | A Distinctive Horn      | 27. Juli 2009        | 1. Mai 2014                           |
| 59         | 9         | Saugen und Spucken             | Suck ’n’ Spit           | 3. Aug. 2009         | 1. Mai 2014                           |
| 60         | 10        | Perro Insano                   | Perro Insano            | 10. Aug. 2009        | 1. Mai 2014                           |
| 61         | 11        | Enten und Tiger                | Ducks and Tigers        | 17. Aug. 2009        | 1. Mai 2014                           |
| 62         | 12        | Leim                           | Glue                    | 24. Aug. 2009        | 1. Mai 2014                           |
| 63         | 13        | Alles über meine Mutter        | All About My Mom        | 31. Aug. 2009        | 1. Mai 2014                           |

## Staffel 6
Die Erstausstrahlung der sechsten Staffel wurde vom 16. August bis zum 15. November 2010 auf dem amerikanischen Sender Showtime gesendet. Die deutschsprachige Erstausstrahlung wurde bisher noch nicht gesendet, ist aber seit dem 1. Juli 2014 bei dem Video-on-Demand-Anbieter Amazon Instant Video veröffentlicht wurden und kurz darauf auch bei Netflix verfügbar.
| Nr. (ges.) | Nr. (St.) | Deutscher Titel            | Originaltitel                | Erstausstrahlung USA | Deutschsprachige Erstausstrahlung (D) |
| ---------- | --------- | -------------------------- | ---------------------------- | -------------------- | ------------------------------------- |
| 64         | 1         | Auf der Flucht             | Thwack                       | 16. Aug. 2010        | 1. Juli 2014                          |
| 65         | 2         | Die Newmans                | Felling and Swamping         | 23. Aug. 2010        | 1. Juli 2014                          |
| 66         | 3         | Hotel Hasch                | A Yippity Sippity            | 30. Aug. 2010        | 1. Juli 2014                          |
| 67         | 4         | Träume                     | Bliss                        | 13. Sep. 2010        | 1. Juli 2014                          |
| 68         | 5         | Bumerang                   | Boomerang                    | 20. Sep. 2010        | 1. Juli 2014                          |
| 69         | 6         | Sohn gegen Sohn            | A Shoe for a Shoe            | 27. Sep. 2010        | 1. Juli 2014                          |
| 70         | 7         | Wie gewonnen, so zerronnen | Pinwheels and Whirligigs     | 4. Okt. 2010         | 1. Juli 2014                          |
| 71         | 8         | Der Pastor                 | Gentle Puppies               | 11. Okt. 2010        | 1. Juli 2014                          |
| 72         | 9         | Zu neuen Ufern             | To Moscow, and Quickly       | 18. Okt. 2010        | 1. Juli 2014                          |
| 73         | 10        | Reise in die Vergangenheit | Dearborn-Again               | 25. Okt. 2010        | 1. Juli 2014                          |
| 74         | 11        | Tauschgeschäfte            | Viking Pride                 | 1. Nov. 2010         | 1. Juli 2014                          |
| 75         | 12        | Geständnisse               | Fran Tarkenton               | 8. Nov. 2010         | 1. Juli 2014                          |
| 76         | 13        | Plan C                     | Theoretical Love Is Not Dead | 15. Nov. 2010        | 1. Juli 2014                          |

## Staffel 7
Die Erstausstrahlung der siebten Staffel wurde vom 27. Juni bis zum 26. September 2011 auf dem amerikanischen Sender Showtime gesendet. Die deutschsprachige Erstausstrahlung wurde bisher noch nicht gesendet, ist aber seit dem 1. September 2014 bei dem Video-on-Demand-Anbieter Amazon Instant Video veröffentlicht wurden und kurz darauf auch bei Netflix verfügbar.
| Nr. (ges.) | Nr. (St.) | Deutscher Titel                | Originaltitel                  | Erstausstrahlung USA | Deutschsprachige Erstausstrahlung (D) |
| ---------- | --------- | ------------------------------ | ------------------------------ | -------------------- | ------------------------------------- |
| 77         | 1         | Neuanfang                      | Bags                           | 27. Juni 2011        | 1. Sep. 2014                          |
| 78         | 2         | Überraschung                   | From Trauma Cometh Something   | 4. Juli 2011         | 1. Sep. 2014                          |
| 79         | 3         | Spielchen                      | Game-Played                    | 11. Juli 2011        | 1. Sep. 2014                          |
| 80         | 4         | Loch im Schleier               | A Hole in Her Niqab            | 18. Juli 2011        | 1. Sep. 2014                          |
| 81         | 5         | Guter Rat                      | Fingers Only Meat Banquet      | 25. Juli 2011        | 1. Sep. 2014                          |
| 82         | 6         | Nichts hat Bestand             | Object Impermanence            | 1. Aug. 2011         | 1. Sep. 2014                          |
| 83         | 7         | Clever                         | Playing With Fire!             | 8. Aug. 2011         | 1. Sep. 2014                          |
| 84         | 8         | Lauschangriff                  | Synthetics                     | 15. Aug. 2011        | 1. Sep. 2014                          |
| 85         | 9         | Feuer und Asche                | Cats! Cats! Cats!              | 22. Aug. 2011        | 1. Sep. 2014                          |
| 86         | 10        | Einigung                       | System Overhead                | 29. Aug. 2011        | 1. Sep. 2014                          |
| 87         | 11        | Une Mère Que J’aimerais Baiser | Une Mère Que J’aimerais Baiser | 12. Sep. 2011        | 1. Sep. 2014                          |
| 88         | 12        | Feindliche Truppen             | Qualitative Spatial Reasoning  | 19. Sep. 2011        | 1. Sep. 2014                          |
| 89         | 13        | Der große Knall                | Do Her/Don’t Do Her            | 26. Sep. 2011        | 1. Sep. 2014                          |

## Staffel 8
Im November 2011 gab Showtime die Produktion einer achten Staffel bekannt, welche seit dem 1. Juli 2012 ausgestrahlt wird. Die deutschsprachige Erstausstrahlung wurde bisher noch nicht gesendet, ist aber seit dem 1. Oktober 2014 bei dem Video-on-Demand-Anbieter Amazon Instant Video veröffentlicht wurden und kurz darauf auch bei Netflix verfügbar.
| Nr. (ges.) | Nr. (St.) | Deutscher Titel                          | Originaltitel                        | Erstausstrahlung USA | Deutschsprachige Erstausstrahlung (D) |
| ---------- | --------- | ---------------------------------------- | ------------------------------------ | -------------------- | ------------------------------------- |
| 90         | 1         | Messie                                   | Messy                                | 1. Juli 2012         | 1. Okt. 2014                          |
| 91         | 2         | Ein Strahl von Sonnenschein              | A Beam Of Sunshine                   | 8. Juli 2012         | 1. Okt. 2014                          |
| 92         | 3         | Blau sehen, Käse riechen und sterben     | See Blue And Smell Cheese And Die    | 15. Juli 2012        | 1. Okt. 2014                          |
| 93         | 4         | Nur Judy kann es richten                 | Only Judy Can Judge                  | 22. Juli 2012        | 1. Okt. 2014                          |
| 94         | 5         | Rot in Zahn und Klaue                    | Red in Tooth and Claw                | 29. Juli 2012        | 1. Okt. 2014                          |
| 95         | 6         | Allosaurus Crush Schloss                 | Allosaurus Crush Castle              | 5. Aug. 2012         | 1. Okt. 2014                          |
| 96         | 7         | Auftauen                                 | Unfreeze                             | 12. Aug. 2012        | 1. Okt. 2014                          |
| 97         | 8         | Fünf Meilen von Yetzer Hara              | Five Miles From Yetzer Hara          | 19. Aug. 2012        | 1. Okt. 2014                          |
| 98         | 9         | Setzlinge                                | Saplings                             | 26. Aug. 2012        | 1. Okt. 2014                          |
| 99         | 10        | Schwelle                                 | Threshold                            | 2. Sep. 2012         | 1. Okt. 2014                          |
| 100        | 11        | So Gott will, steigt der Creek nicht auf | God Willing and the Creek Don’t Rise | 9. Sep. 2012         | 1. Okt. 2014                          |
| 101        | 12        | Es ist Zeit (1)                          | It’s Time (1)                        | 16. Sep. 2012        | 1. Okt. 2014                          |
| 102        | 13        | Es ist Zeit (2)                          | It’s Time (2)                        | 16. Sep. 2012        | 1. Okt. 2014                          |